# Nuevo Pescadito de Enmedio
Nuevo Pescadito de Enmedio är en ort i Mexiko.   Den ligger i kommunen San Miguel Soyaltepec och delstaten Oaxaca, i den sydöstra delen av landet, 300 km öster om huvudstaden Mexico City. Nuevo Pescadito de Enmedio ligger 33 meter över havet och antalet invånare är 651.
Terrängen runt Nuevo Pescadito de Enmedio är platt åt nordost, men åt sydväst är den kuperad. Runt Nuevo Pescadito de Enmedio är det ganska tätbefolkat, med 100 invånare per kvadratkilometer. Närmaste större samhälle är Isla Soyaltepec, 13,4 km sydväst om Nuevo Pescadito de Enmedio. Trakten runt Nuevo Pescadito de Enmedio består till största delen av jordbruksmark.